# Kulturno-povijesna cjelina grada Zlatara
Kulturno-povijesna cjelina grada Zlatara, kompleks zgrada u općini Zlatar, zaštićeno kulturno dobro.

## Opis dobra
Naselje Zlatar počelo se formirati krajem 16. stoljeća kada su taj prostor naselile izbjeglice prebjegle pred Turcima. Njegov daljnji razvoj usmjerila je povlastica kralja Leopolda I. iz 1659. g. kojom je dopustio održavanje sajma te premještanje župe iz Martinšćine 1699. godine. U 18. stoljeću ubrzano se razvijao te je postupno postajao upravnim i trgovačkim središtem istočnog dijela Hrvatskog zagorja. Danas je to naselje gradskih obilježja koje u svojem povijesnom središtu uz baroknu župnu crkvu i kuriju Keglević ima očuvanu građevnu strukturu s kraja 19. i prve polovice 20. stoljeća, a čini ju niz malogradskih kuća podignutih uz glavnu ulicu te reprezentativne zgrade župnog dvora i Sokolane.

## Zaštita
Pod oznakom Z-6130 zavedena je kao nepokretno kulturno dobro - pojedinačno, pravnog statusa zaštićena kulturnog dobra, klasificirano kao "kulturno-povijesna cjelina".